# Pothreddipalle
Pothreddipalle es una ciudad censal situada en el distrito de Sangareddy en el estado de Telangana (India). Su población es de 11514 habitantes (2011). 

## Demografía
Según el censo de 2011 la población de Pothreddipalle era de 11514 habitantes, de los cuales 5843 eran hombres y 5671 eran mujeres. Pothreddipalle tiene una tasa media de alfabetización del 83,76%, superior a la media estatal del 67,02%: la alfabetización masculina es del 90,18%, y la alfabetización femenina del 77,18%.